# Xanthodisca
Xanthodisca is een geslacht van vlinders van de familie dikkopjes (Hesperiidae).

## Soorten
- X. ariel (Mabille, 1878)
- X. astrape (Holland, 1892)
- X. vibius (Hewitson, 1878)